# La Boîte noire (Spirou et Fantasio)
Pour les articles homonymes, voir La Boîte noire (homonymie).
La Boîte noire est la quatre-vingt-septième histoire de la série Spirou et Fantasio de Nic et Cauvin. Elle est publiée pour la première fois dans Spirou du no 2322 au no 2332.

## Univers

### Synopsis
Au secrétariat de la rédaction, Ghislaine apprend à Spirou que Fantasio a pris un congé pour faire un reportage soi-disant sensationnel. Mais alors que Spirou s'apprête à rejoindre Fantasio, il est repéré par Kalloway qui était dans un bar voisin. Kalloway est stupéfait car il croyait Spirou et Fantasio morts après que leur bateau ai été torpillé (cf. La Ceinture du grand froid).
Fantasio a ouvert la mystérieuse boîte que leur ont laissé Jefferson, Boris et Karl (cf. La Ceinture du grand froid), et il y a découvert les plans de milliers d'inventions. Fantasio veut tester l'une des inventions, son Fantajet, en compagnie de Spirou sur une prairie en pleine campagne, loin des habitations. Et pour cela, il fait appel à deux déménageurs à qui il fait croire qu'il s'agit d'un piano à queue. Cela rend les deux déménageurs hilares et Fantasio leur donne un pourboire pour les éloigner. Quelques minutes après, alors que Fantasio teste le Fantajet, il s'approche du fourgon des déménageurs pour leur faire peur et leur véhicule termine dans une marre.
Il revient dans la prairie pour laisser Spirou tester le Fantajet. Or pendant que Spirou pilote l'engin, le commandant Alexander et Kalloway, qui les espionnaient, en profitent pour enlever Fantasio. Spirou assiste à l'enlèvement depuis les airs et essaie de poursuivre le véhicule des agresseurs mais il heurte des branches d'arbre et s'écrase au sol.
Lors d'un rendez-vous sur un pont suspendu, Spirou est obligé de leur céder la boîte noire en échange de Fantasio. Heureusement, Spirou avait préalablement pris soin de cacher un émetteur dans la boîte noire, ce qui permet à Jefferson de localiser celle-ci dans le désert de Widji en Afrique centrale.
Grâce au nouveau Fantajet biplace construit par Fantasio, ils s'y envolent et découvrent que les bandits se sont cachés dans un vieux fort du Sahara. Spirou et Fantasio pénètrent dans le fort en prenant les tenues de deux indigènes qu’ils ont assommé par surprise. Mais Fantasio échappe de peu à des tirs de mitrailleuse quand Kalloway que Fantasio n’avait pas vu repère une attitude douteuse de sa part, marchant en catimini dans le fort. C’est paradoxalement cette alerte qui permet à Spirou de récupérer la boîte noire car le commandant Alexander, qui décide de vérifier à la hâte qu’elle est toujours enfermée dans un coffre-fort, oublie que l’ouverture du coffre déclenche l’explosion d’une bombe de gaz paralysant, ce qui neutralise le commandant lui-même ainsi que les indigènes qui gardaient le coffre.
Cependant le commandant Alexander reprend ses esprits et poursuivant avec une jeep conduite par Kalloway et il touche avec une mitrailleuse le Fantajet qui vient de décoller. Mais Spirou et Fantasio en réchappent car seule la moitié du Fantajet a été détruite et s’est écrasée en prenant feu. Ce feu fait croire au commandant Alexander que Spirou et Fantasio sont morts. Les deux héros sont après recueillis par un chalutier après que le reste de leur engin ne se soit échoué en mer.
Le gouvernail et le moteur du chalutier ont été endommagés quand le Fantajet a chuté mais avec la boite noire Fantasio trouve une solution pour y remédier et les deux héros sont ramenés sur une plage. Par la suite, contre l'avis de Spirou qui veut se préserver des curieux, Fantasio reconstruit un aéronef baptisé Fantabulle. Mais à la suite d'une fausse manœuvre, le cockpit du Fantabulle passe à travers le toit de la maison de Fantasio en le détruisant partiellement. Ce choc attire les journalistes et les habitants du village, ce que Spirou voulait éviter.

### Personnages
- Spirou
- Fantasio
- Spip
- Le commandant Alexander
- Kalloway
- Jefferson
- Le commanditaire, dont on ne connait pas le nom[réf. nécessaire]
- Boris
- Ghislaine, secrétaire[1]
- Marcel, déménageur (première apparition)
- Deux personnages qui discutent avec Spirou au départ de l'aventure ressemblent aux auteurs Nic et Cauvin, bien qu'ils ne soient pas nommés[2]
- Bosco, capitaine de chalutier

## Publication

### Revues
- Publié pour la première fois dans le journal de Spirou du no 2322 au no 2332.

### Album
Cet album est le deuxième d'un triptyque. Il est la suite de La Ceinture du grand froid et précède Les Faiseurs de silence.